# وایکینگ ایر
وایکینگ ایر (انگلیسی: Viking Air) یک شرکت تولیدکننده هواگرد در کانادا است. از جمله تولیدات این کارخانه، تولید قطعات برای بل هلیکوپتر است.